# CTV Nature Channel
Discovery Science est une chaîne de télévision canadienne spécialisée de catégorie B appartenant à CTV Speciality Television. Elle diffuse des émissions reliées à la science.

## Histoire
Après que CTV Inc. ait obtenu une licence du CRTC en 2000 pour une chaîne spécialisée numérique nommée Discovery Civilization Channel « consacré à faire découvrir les différents peuples et les différentes cultures du monde », la chaîne est lancée le 15 août 2001 sous la propriété de CTV Speciality Television sont ESPN en détient des parts. Elle était devenue la version canadienne de la chaîne du même nom. Par contre, la chaîne américaine est devenue Discovery Times en 2003 puis Investigation Discovery en 2008, mais la chaîne canadienne a conservé son nom original afin de respecter la nature de sa licence.
Le 4 juin 2010, CTVGlobeMedia annonce que la chaîne devient Discovery Science à partir du 27 septembre 2010.
La chaîne a été lancée en format haute définition le 15 décembre 2011 chez Bell Fibe TV.
En juin 2024, Rogers Media signe un contrat important avec Warner Bros. Discovery, planifiant relancer les chaînes de Discovery Channel en janvier 2025 après l'expiration du contrat avec Bell. Bell dépose une injonction afin de bloquer la transaction. Le 8 octobre, Bell renouvelle son contrat avec Warner pour l'exclusivité du contenu de HBO et Max, mais délaisse le contenu Discovery à Rogers, qui lancera des chaînes linéaires pour Discovery et Discovery ID, alors que Cooking, OWN, MotorTrend, Animal Planet et Discovery Science seront offert en ligne via Citytv+. Bell a annoncé plus tard que Discovery Science changera de nom pour CTV Nature.